# Hedypnois
Hedypnois es un género de plantas perteneciente a la familia de las asteráceas. Comprende 45 especies descritas y de estas, solo 2  aceptadas.

## Taxonomía
El género fue descrito por Philip Miller y publicado en The Gardeners Dictionary...Abridged...fourth edition vol. 2. 1754.

## Especies aceptadas
A continuación se brinda un listado de las especies del género Hedypnois aceptadas hasta julio de 2012, ordenadas alfabéticamente. Para cada una se indica el nombre binomial seguido del autor, abreviado según las convenciones y usos.
- Hedypnois arenaria (Schousb.) DC.
- Hedypnois rhagadioloides (L.) F.W.Schmidt